# Joachimstal (Gemeinde St. Martin)
Joachimstal (früher Joachimsthal) ist eine Rotte in der Katastralgemeinde Harmannschlag der Marktgemeinde St. Martin im Bezirk Gmünd in Niederösterreich mit 9 Einwohnern (Stand 1. Jänner 2024).

## Lage
Joachimstal liegt im Lainsitztal knapp unterhalb jener Stelle, wo die Lainsitz nach Österreich fließt. Ganz im Westen befindet sich ein ehemals herrschaftlicher Meierhof und zur Ortschaft zählt auch die Jagdhütte Menahütte beim Riesenkopf (966 m ü. A.). Am 1. April 2020 umfasste die Ortschaft 7 Adressen.

## Geschichte
Anlässlich einer Grenzbeschreibung im Jahr 1162 wird hier der Name "Lorsnich" als Teilstück der Lainsitz von Joachimstal bis Steinbach erwähnt. Der nach Joachim Fürst zu Fürstenberg benannte und aus einer östlichen und einer westlichen Häusergruppe bestehende Ort wurde 1770 um eine Glashütte errichtet und später durch ein Sägewerk geprägt. Außerhalb befand sich bis 1945 der Grenzübergang der Landesstraße L8296 nach Silberberg im heutigen Tschechien, der nach dem Fall des Eisernen Vorhanges nur mehr lokale und touristische Bedeutung hat. Er ist nur zu Fuß oder mit dem Fahrrad passierber, weil sich auf tschechischer Seite ein Naturschutzgebiet befindet. Unmittelbar an der Grenze zu Tschechien befindet sich auch ein Forsthaus. Im Jahr 1822 wurde der Ort als Glashütte mit 16 Häusern beschrieben, die nach Harmanschlag eingepfarrt waren, wohin auch die Kinder eingeschult wurden. Die Herrschaft Weitra besaß die Ortsobrigkeit, übte die Landgerichtsbarkeit aus, besorgte die Konskription und hatte die Grundherrschaft inne. 1869 zählte der Ort fünf Häuser mit 68 Einwohnern. Laut Adressbuch von Österreich war im Jahr 1938 in Joachimstal ein Gastwirt ansässig.

## Glashütte Joachimstal
Die von den Grafen von Fürstenberg aus Weitra 1750 im östlichen Ortsteil errichtete Glashütte wurde 1788 von Joseph Wenzel Zich gepachtet, wobei sich die Zich’sche Hütte rasch einen guten Ruf erarbeiten konnte und zu besten Zeit über 120 Personen beschäftigte. In Joachimstal waren zwei Hafenöfen mit je fünf Hafen installiert, die mit Scheitholz geheizt wurden. Der Schwerpunkt der Produktion lag auf feinem und veredeltem Hohlglas (=Gefäße aller Art), das vergoldet, emailliert und geschliffen und mit verschiedenartigen Verzierungen versehen wurde. 1818 konnte Zich erstmals farbloses Glas herstellen. Nach  Zichs Tod 1824 und dem plötzlichen Tod seines Sohnes Joseph Zich im Jahr 1834 übernahm 1835 Carl Stölzle die Glashütte samt Belegschaft. Als studierter Chemiker hatte Carl Stölzle keine praktische Erfahrung in der Herstellung von Glas und führte die von Zich etablierten Verfahren fort, sodass die entstandenen Produkte heute nicht mehr Zich oder Stölzle zugeordnet werden können. Stölzle musste die Glasherstellung aus Holzmangel einstellen, löste den Pachtvertrag 1852 auf und pachtete in Nagelberg einen neuen Betrieb. Die Glashütten sind Vorläufer von Stölzle-Oberglas. Von der Glashütte Joachimstal ist heute nichts mehr zu sehen.

## Dampfsägewerk Joachimstal
Im westlich gelegenen Ortsteil errichtete das Prager Holzhandelsunternehmen Löwy und Winterberg 1924 ein Dampfsägewerk mit drei Gattersägen und einer Schiebebühne. Im Werk wurden bis zu 100 Personen beschäftigt. Das Werk gelangte nach dem Zweiten Weltkrieg im Besitz der Genossenschaft Österreichischer Waldbesitzer, der Betrieb wurde 1964 eingestellt und das Werk abgerissen. Von diesen Anlagen sind allenfalls noch Fundamente zu erkennen; das gegenüber liegende Haus des Betriebsleiters und zwei Arbeiterwohnhäuser sind erhalten.

## Persönlichkeiten
- Joseph Wenzel Zich (1754–1824), Erfinder und Glashersteller